# Distrito de La Marck
El distrito de La Marck o de Mark (en alemán: Märkischer Kreis) es, desde el año 1975, un kreis (distrito) en Alemania en el estado federal de Renania del Norte-Westfalia. Se ubica en el noroeste de la comarca del Sauerland, y pertenece a la región de Arnsberg.

## Geografía
El distrito de La Marck forma parte de una gran parte del territorio del Sauerland.

### Composición del distrito
1. Altena, ciudad (20 244)
2. Balve, ciudad (12 142)
3. Halver, ciudad (17 398)
4. Hemer, ciudad (37 757)
5. Herscheid, municipio (7581)
6. Iserlohn, ciudad (97 051)
7. Kierspe, ciudad (18 112)
8. Lüdenscheid, ciudad (78 456)
9. Meinerzhagen, ciudad (21 706)
10. Menden, ciudad (57 816)
11. Nachrodt-Wiblingwerde, municipio (6929)
12. Neuenrade, ciudad (12 389)
13. Plettenberg, ciudad (27 824)
14. Schalksmühle, municipio (11 675)
15. Werdohl, ciudad (19 994)